# Richtlinie 89/686/EWG
Die Richtlinie 89/686/EWG ist eine Europäische Richtlinie, durch die die Rechtsvorschriften für eine sichere persönliche Schutzausrüstung in der Europäischen Union harmonisiert wurden. Sie wurde zum 20. April 2018 durch die Verordnung (EU) 2016/425 außer Kraft gesetzt und ersetzt.

## Anwendung
Zum Schutz der Gesundheit und Sicherheit von Benutzern persönlicher Schutzausrüstungen (PSA) wurden von der Europäischen Union durch diese Richtlinie einheitliche und verbindliche Vorschriften über grundlegenden Sicherheitsanforderungen an die PSA sowie deren Inverkehrbringen festgelegt.
Durch sie wurden die Mitgliedstaaten aufgefordert, geeignete Maßnahmen zu treffen, damit die in Verkehr gebrachten PSA die Benutzer einerseits schützen ohne andererseits die Gesundheit oder Sicherheit von anderen Personen, Haustieren oder Gütern zu gefährden. Gemäß dieser Richtlinie sind persönliche Schutzausrüstungen Vorrichtungen und Mittel, die von einer Person getragen oder gehalten werden können, um sie gegen ein oder mehrere Gesundheits- oder Sicherheits-Risiken zu schützen. Eine PSA kann dabei sowohl für den beruflichen als auch den privaten Gebrauch (z. B. Verwendung einer Sonnenbrille in der Freizeit) bestimmt sein. Ausgenommen von dieser Richtlinie sind PSA, die von anderen Richtlinien erfasst werden, solche die speziell für Streitkräfte oder  Ordnungskräfte hergestellt werden, solche zur Selbstverteidigung und zur Rettung von Schiffs- oder Flugzeugpassagieren sowie Helme und Visiere.
Für Design, Herstellung und das Inverkehrbringen von persönlichen Schutzausrüstungen gelten allgemeine Anforderungen (für alle PSA) und zusätzliche spezielle Anforderungen (z. B. bei Alterung die Angabe des Herstellungsdatums oder Anforderungen bei besonderen Gefahren).
Nach Inkrafttreten wurde diese Richtlinie durch die Richtlinie 93/68/EWG, die Richtlinie 93/95/EWG, die Richtlinie 96/58/EG und zuletzt durch die Verordnung (EG) Nr. 1883/2003 geändert.

## Konformitätserklärung und CE-Kennzeichnung
Die Bewertung, ob eine persönliche Schutzausrüstung konform mit den grundlegenden Anforderungen und den sonstigen Vorschriften der vorliegenden Richtlinie ist, kann durch die durch EU-Länder bestimmte Einrichtungen oder den Hersteller selbst durchgeführt werden.
Das Inverkehrbringen oder die Inbetriebnahme von PSA mit einer CE-Kennzeichnung dürfen die EU-Mitgliedstaaten nicht verbieten, beschränken oder behindern, wenn eine EG-Konformitätserklärung vorliegt. Bei einer PSA, die nur vor geringfügigen Risiken schützt, genügt, dass der Hersteller selbst eine EG-Konformitätserklärung ausstellt, während alle anderen einer EG-Baumusterprüfung durch eine benannte Stelle zu unterziehen sind. Ein PSA, die vor besonders schwerwiegenden Gefahren schützen soll (z. B. Atemschutzgerät), muss zusätzliche Verfahren, wie eine andauernde Überwachung und einer Auditierung des Qualitätsmanagementsystems, durchlaufen, durch welche die Konformität von Produktion mit dem Baumuster gewährleistet wird.  Zusätzlich sind jährlich Mustern zur Konformitätsprüfung bereitzustellen.
Die CE-Kennzeichnung kann durch den Hersteller oder seinem in der EU ansässigen Bevollmächtigten angebracht werden.

## Aufbau der Richtlinie  89/686/EWG
- KAPITEL I ANWENDUNGSBEREICH, INVERKEHRBRINGEN UND FREIER VERKEHR
  - Artikel 1 bis Artikel 7
- KAPITEL II BESCHEINIGUNGSVERFAHREN
  - Artikel 8 bis Artikel 9
  - EG-BAUMUSTERPRÜFUNG Artikel 10
  - KONTROLLE DER FERTIGEN PSA Artikel 11
  - EG-PRODUKTIONSKONFORMITÄTSERKLÄRUNG Artikel 12
- KAPITEL III EG-ZEICHEN
  - Artikel 13
- KAPITEL IV SCHLUSSBESTIMMUNGEN
  - Artikel 14 bis Artikel 17
- ANHANG I ERSCHÖPFENDE LISTE DER PSA-ARTEN, DIE NICHT UNTER DIESE RICHTLINIE FALLEN
- ANHANG II GRUNDLEGENDE ANFORDERUNGEN FÜR GESUNDHEITSSCHUTZ UND SICHERHEIT
- ANHANG III TECHNISCHE UNTERLAGEN DES HERSTELLERS
- ANHANG IV EG-KONFORMITÄTSZEICHEN
- ANHANG V VORAUSSETZUNGEN, DIE VON DEN GEMELDETEN STELLEN ZU ERFÜLLEN SIND
- ANHANG VI MODELL DER EG-KONFORMITÄTSERKLÄRUNG